# Amira (nom)
Amira és un nom femení àrab (àrab: أميرة, Amīra) que literalment significa ‘princesa’. Si bé Amira és la transcripció normativa en català del nom en àrab clàssic, també se'l pot trobar transcrit Emira, Ameerah, Amirah, Ameera… Aquest nom també el duen musulmanes no arabòfones que l'han adaptat a les característiques fòniques i gràfiques de la seva llengua: bosnià: Emira.
La forma masculina d'aquest nom és Amir.
Vegeu aquí personatges i llocs que duen aquest nom.